# آرتور روو
آرتور روو (به انگلیسی: Arthur Rowe) زادهٔ ۱ سپتامبر ۱۹۰۶ بازیکن فوتبال اهل انگلستان بود که سابقهٔ بازی در تیم ملی فوتبال انگلستان را در کارنامهٔ خود داشت. وی در تاریخ ۶ دسامبر ۱۹۳۳ تنها بازی ملی خود را در مقابل تیم ملی فوتبال فرانسه انجام داد.